# Ambystoma californiense
La salamandra tigre de Califòrnia (Ambystoma californiense) és una espècie d'amfibi urodel de la família Ambystomatidae. endèmica del nord de Califòrnia. Està en perill d'extinció. Abans considerada una subespècie de la salamandra tigrada (Ambystoma tigrinum), va ser recentment categoritzada com una espècie separada. La salamandra tigre de Califòrnia segment de població diferenciat (DPS) al Comtat de Sonoma i el Comtat de Santa Barbara s'enumeren com a DPS en perill federal, mentre que el DPS de Califòrnia central apareix com a amenaçat federal. El comtat de Sonoma, al sud de San Joaquin i el comtat de Santa Barbara Els DPS han divergit de la resta de les poblacions de salamandres tigre de Califòrnia durant més d'un milió d'anys, des del Pleistocè i poden justificar l'estatus com a espècies separades .